# Trouble Will Find Me
Trouble Will Find Me är ett musikalbum av den amerikanska rockgruppen The National, lanserat i maj 2013 på skivbolaget 4AD. Albumet har släppts både som dubbel-LP och CD-album. Albumet producerades av bröderna och gruppmedlemmarna Aaron och Bryce Dessner. Det spelades in i olika studios i staten New York under 2012-2013.
Skivan nominerades senare till en Grammy i kategorin "bästa alternativa album". På sidan Metacritic innehar albumet betyget 84 av 100 vilket indikerar "universellt erkännande".

## Låtlista
(kompositör inom parentes)
1. "I Should Live in Salt" (Matt Berninger, Aaron Dessner) - 4:08
2. "Demons" (Berninger, A. Dessner) - 3:32
3. "Don't Swallow the Cap" (Berninger, A. Dessner, Bryce Dessner)	- 4:46
4. "Fireproof" (Berninger, A. Dessner) - 2:58
5. "Sea of Love" (Berninger, A. Dessner) - 3:41
6. "Heavenfaced" (Berninger, B. Dessner) - 4:23
7. "This Is the Last Time" (Berninger, A. Dessner, B. Dessner) - 4:43
8. "Graceless" (Berninger, A. Dessner) - 4:35
9. "Slipped" (Berninger, A. Dessner) - 4:25
10. "I Need My Girl" (Berninger, A. Dessner) - 4:05
11. "Humiliation" (Berninger, A. Dessner, B. Dessner) - 5:01
12. "Pink Rabbits" (Berninger, A. Dessner) - 4:36
13. "Hard to Find" (Berninger, B. Dessner) - 4:13

## Listplaceringar
- Billboard 200, USA: #3[2]
- UK Albums Chart, Storbritannien: #3[3]
- Hitlisten, Danmark: #3[4]
- VG-lista, Norge: #2[5]
- Sverigetopplistan: #6[6]